# Gugalanna
Gugalanna (též gug-anna, akk. alap šami, alú) – velký (nebeský) býk boha Ana.
Zabit Gilgamešem, v eposu o Gilgamešovi, o tomto zvířeti-bohovi není dostatek zpráv a tak není zcela jasná jeho funkce, ani jeho vývoj. 

## Rodinné poměry
- Manželka: Ereškigal – Sumer, Nergal – Akkad (nejedná se o jednu osobu)
- Děti: Ninazu (dalším možným otcem je Enlil)